# ブル (通貨)
ブル (Birr、アムハラ語: ብር) は、エチオピアで使用されている通貨単位。1993年から1997年まで、エチオピアから分離独立したエリトリアでも用いられていた。1976年までは、公式の英語訳はDollarであったが、現在では英語でもBirrが用いられている。補助単位はサンティーム (santim) 。

## 紙幣
帝政時代はすべての紙幣に皇帝ハイレ・セラシエ1世の肖像画が描かれていたが、帝政崩壊以降、特定の著名人は紙幣には描かれていない。
1997年以降、順次発行されたシリーズの紙幣は以下の通り。
| 額面    | 表面                   | 裏面                   |
| ------- | ---------------------- | ---------------------- |
| 1ブル   | 少年                   | 青ナイル滝             |
| 5ブル   | コーヒー豆の収穫風景   | クーズー、オオヤマネコ |
| 10ブル  | 籠を編む女性           | トラクター             |
| 50ブル  | 牛を用いて畑を耕す風景 | ファジル・ゲビ         |
| 100ブル | 牛を用いて畑を耕す風景 | 顕微鏡をのぞき込む男性 |

また、2020年以降、10ブル以上の紙幣についてはデザインが刷新され、また同時に200ブル紙幣の発行も開始された。
| 額面    | 表面                         | 裏面                             |
| ------- | ---------------------------- | -------------------------------- |
| 10ブル  | コーヒー豆の収穫風景、ラクダ | 2組の夫婦                        |
| 50ブル  | トラクター                   | 工場                             |
| 100ブル | ファジル・ゲビ               | ソフ・オマール洞窟、ハラールの門 |
| 200ブル | 鳩                           | ヤギ                             |

## 為替レート
1ブル＝4.7773円(2012年3月20日現在)である。